# Paweł Sobczak (hokeista)
Paweł Sobczak (ur. 4 czerwca 1969 w Lubrańcu) – były polski hokeista na trawie występujący na pozycji bramkarza, olimpijczyk z Sydney 2000.
Był wychowankiem Pomorzanina Toruń. W 1992 przeniósł się do Pocztowca Poznań, w którym kontynuował swoją karierę. W 2007 roku w wieku 37 lat przeniósł się do austriackiego klubu Arminen Wiedeń. Po okresie spędzonym w Austrii w 2010 wrócił do Polski, gdzie występował w Warcie Poznań.
Sobczak uczestniczył w barwach polskiej drużyny narodowej w wielu imprezach międzynarodowych. W 1989 roku z reprezentacją do lat 21 zajął szóste miejsce podczas halowych mistrzostw Europy. W 1998 uczestniczył w mistrzostwach świata w Utrechcie, gdzie Polska drużyna zajęła 12. miejsce. Rok później zajął miejsce dziewiąte na mistrzostwach Europy w Padwie. W tym samym roku wywalczył srebrny medal halowych mistrzostw Europy. Wreszcie na igrzyskach w Sydney był członkiem polskiej drużyny, która zajęła 12. miejsce.
W sumie w reprezentacji Polski rozegrał 125 meczów.